# Mars (manga)
Pour les articles homonymes, voir Mars.
Mars est un manga en 15 volumes de Fuyumi Sōryō. Il a été adapté en drama taïwanais sous le même nom.

## Synopsis
Kira Asou est une jeune fille très timide qui passe son temps à dessiner. Un jour, elle rencontre Rei Kashino, un voyou amateur de course de moto qui s'attire toujours des problèmes, mais populaire auprès des filles.
Bien que Kira ne soit pas ce qu'il y a de plus proche d'un délinquant, elle finit par l'apprécier et par découvrir ses qualités. Cependant, il a l'air de n'avoir peur de rien, et de toujours foncer tête baissée quelle que soit la situation. Elle découvre peu à peu son passé… ainsi qu'elle-même.
Peu à peu les deux jeunes gens tombent amoureux l'un de l'autre mais ne savent pas comment l'exprimer. Ils sont encouragés par Tatsuya, l'ami de Rei et par Harumi, une des nombreuses anciennes petites amies de Rei et amie de Kira qui essayent de protéger l'amour de Rei et Kira

## Détails
- Le titre de la série, Mars, fait référence au dieu romain de la guerre. Une scène dans le premier volume montre une analogie entre Rei et Mars.
- Un one-shot complète la série : Mars Gaiden.